# Pirata nanatus
Pirata nanatus là một loài nhện trong họ Lycosidae.
Loài này thuộc chi Pirata. Pirata nanatus được Willis J. Gertsch miêu tả năm 1940.